# رونویسی برای بتهوون
رونویسی برای بتهوون (به انگلیسی: Copying Beethoven) فیلمی درام محصول سال ۲۰۰۶ ایالات متحده منتشرشده توسط شرکت مترو گلدوین میر و به کارگردانی آگنیشکا هولاند است. این فیلم برداشتی تخیلی از بخشی از پیروزی‌ها و رنج‌های سال‌های پایانیِ زندگی لودویگ فان بتهوون است.

## داستان
فیلم با نمایش درگذشت لودویگ فان بتهوون در سال ۱۸۲۷ در رختخواب و در هنگام رعد و برق آغاز می‌شود. آنا هولـْتـْس، دختری که کپی‌نویس آثاری از بتهوون است، به‌موقع بر بالین او حاضر می‌شود تا او را پیش از مرگش ببیند. هولتس می‌گوید که سرانجام پیش از درگذشت بتهوون، فوگ بزرگِ او را شنیده است.
سپس داستان به سال ۱۸۲۴ برمی‌گردد؛ سالی که بتهوون در حال اتمام سمفونی نهم خود است. قرار است اجرای عمومی این اثر به‌زودی در کنسرتی صورت گیرد، و آهنگساز از برنامه عقب است. او گرفتار ناشنوایی، تنهایی، و آسیب‌های زندگی شخصی‌اش است. آنا هولتس، که یک کپی‌نویس جدید است، از سوی وِنـْتـْسِل شلِمِر (ناشر بتهوون) به آهنگساز معرفی می‌شود. او باید کمک کند تا بتهوون بتواند نت‌های سمفونی خود را برای نخستین اجرا آماده سازد. هنگامی که بتهوون با عصبانیت از شلِمِر می‌پرسد که چرا یک دختر را برای این کار فرستاده است، او در پاسخ می‌گوید که هیچ فردِ بهتری برای این کار وجود ندارد! آنا یک آهنگساز مشتاق و در حال تحصیل در هنرستان موسیقی با تأمین مالی از سوی پدرش است. او با مهندس مارتین باوِر در رابطه است؛ پسر جوانی که امیدوار است با طراحی مدلِ پل در یک مسابقهٔ معماری مهم برنده شود. حال، وظیفهٔ آنا این است که لغزش‌هایی را که او مرتکب شده است تصحیح کند (لغزش‌هایی که بعضاً به‌عمد رخ داده‌اند)؛ درحالی‌که شخصیت او دری را به دنیای خصوصی بتهوون باز می‌کند. بتهوون در ابتدا به کارِ آنا بدبین است، اما اندک‌اندک به یاری‌های او اعتماد می‌کند و در نهایت به کمک او تکیه می‌کند و به او به دیدهٔ احترام و حتی تحسین می‌نگرد.
آنا هولتس (همان‌طور که بتهوون همیشه بدین‌گونه به نامش او اشاره می‌کند) سرانجام برای کپی‌برداری از کار آهنگساز فرستاده می‌شود؛ اما، به دلیل جنسیتش، آنچنان مورد توجه نیست، و به او به چشم دختری خدمتکار و حتی یک فاحشه نگریسته می‌شود. آنا، با پشت‌سر گذاشتن این فرضیاتِ به‌شدت ناخوشایند و نارضایتی طولانی‌مدت بتهوون، شایستگی خود را به او ثابت می‌کند؛ نه‌تنها به‌عنوان یک کپی‌نویس، بلکه به‌عنوان دوست بتهوون، و تا آنجا که به او مربوط می‌شود، تحت حمایت و وارث او.
بتهوون، ضمن این‌که ناشنوا، عصبی، و بیمار است، نگرانی بزرگی نیز بابت برادرزادهٔ جوانش کارل نیز هست. او اصرار دارد که کارل پیانیستی بزرگ شود؛ اما کارل فقط پول‌های عمو را خرج خوشگذرانی می‌کند و حتی از دزدی از وی نیز ابا ندارد.
آنا، پس از اینکه با پنهان شدن در میان نوازندگان، با رهبری آهنگسازِ ناشنوا، به او کمک می‌کند و مایهٔ تشویق او و تحسینی شایسته از وی می‌شود (آنا از صندلی‌های بالا دیده می‌شود)؛ زیرا بتهوون، به‌طور همزمان، حرکات دستِ آنا را در حال رهبری ارکستر در جریان آخرین کنسرتش تقلید می‌کند. بتهوون، به دلیل ناشنوایی، قادر به رهبری ارکستر نیست.
آنا، پس از دیدن تحسین و اعتمادی که از بتهوون به دست آورده است، یک قطعه موسیقی ساختهٔ خود را به او نشان می‌دهد. بتهوون، ناآگاهانه و بدون قصدی خاص، به آنا توهین می‌کند. آنا، که برای بازگشت آمادگی ندارد، همچنان نزد عمهٔ بزرگش و نیز راهبه‌های صومعه می‌مانَد. او، در عین ناامیدی، بتهوون را می‌بیند که با شتاب برای استخدام او و پذیرش سرپرستی‌اش به صومعه آمده است؛ درحالی‌که زانو می‌زند و از آنا می‌خواهد تا بازگردد و به‌عنوان همکار کمک کند تا با هم موسیقی بسازند. بتهوون به آموزش آنا دربارهٔ رمانتیسم، موسیقی، و جنبهٔ هنریِ آن می‌پردازد. آهنگساز، در ادامهٔ رفتارهای خشم‌آمیز خود، مدلِ پلی را که مارتین باوِر، دوست آنا، برای مسابقهٔ مهندسی ساخته بود، در هم می‌کوبد، و افزون بر آن، احساسات و شخصیت مارتین را نیز تخریب می‌کند. آنا خشمگین می‌شود و به بتهوون اعتراض می‌کند و از او می‌پرسد که آیا تا به حال به این فکر کرده بود که او مارتین را دوست دارد؟ بتهوون پاسخ می‌دهد: «تو او را دوست نداری.» با شنیدن این حرف، آنا با عصبانیت از او می‌پرسد که آیا قرار است در عوض بتهوون را دوست داشته باشد؟ بتهوون پاسخ می‌دهد: «نه. تو می‌خواهی من باشی.» از این لحظه، آنا می‌پذیرد که بتهوون بهترین کار ممکن را انجام داده است.
چندی بعد، بتهوون و آنا امیدوارانه منتظر نخستین اجرای فوگ بزرگ، تازه‌ترین اثر او در قالب کوارتت زهی هستند؛ اما اجرای این اثر فاخر، به دلیل جسارت هارمونیکِ به‌کاررفته آن، با شکست روبه‌رو می‌شود.
آنا به همکاری با بتهوون ادامه می‌دهد و با جدیتِ تمام به وی کمک می‌کند تا سختی‌ها را پشت‌سر بگذارد و حتی بخشی از شکست‌ها را نیز جبران کند. از آن به‌بعد، آنا تا زمان مرگ بتهوون (در ۲۶ مارس ۱۸۲۷) در کنار تختش می‌مانَد و از او مراقبت و پرستاری می‌کند.
فیلم در حالی به پایان می‌رسد که آنا، سرانجام، به‌عنوان هنرمندی منحصربه‌فرد و متمایز از دیگر آهنگسازان، خود را برای آینده‌ای امیدوارکننده آماده می‌سازد.

## گزیدهٔ بازیگران
- اد هریس ــ لودویگ فان بتهوون
- دیانه کروگر ــ آنا هولـْتـْس
- متیو گود ــ مارتین باوِر
- فیلیدا لاو ــ مادر کانیسیوس (Mother Canisius)
- جو اندرسون ــ کارل فان بتهوون
- کارل جانسون

## یادداشت
1. ↑  Anna Holtz
2. ↑  Wenzel Schlemmer
3. ↑  Martin Bauer
4. ↑  Karl van Beethoven